# Cynoscion striatus
Cynoscion striatus es un pez que abunda en aguas del océano Atlántico, que se lo suele encontrar a diferentes profundidades, como también a distintas temperaturas acuáticas.

## Características particulares
Su forma es alargada y su color gris oscuro con el vientre plateado. Sus aletas y cola son de un color amarillo intenso, y su carne es de tono blanco levemente sonrosado. Los ejemplares de este pez suelen tener un tamaño de 45 a 60 cm y un peso que oscila entre 1 y 1 1/2 kg.

## Hábitat
Esta especie de pescadilla prolifera en las aguas del océano Atlántico, constituyéndose junto con la corvina y la merluza entre las especies más abundantes de dicho hábitat, erigiéndose —con éstas— como las variedades que dan vida a la industria pesquera del mar.

## Alimentación
Se alimenta de crustáceos, camarones, langostinos y peces pequeños.

## Utilizaciónculinaria
Es muy apreciada para el consumo humano y se puede preparar de diversas formas, tanto siguiendo las recetas más tradicionales, como apelando a la creatividad del cocinero.
También está muy indicada para el consumo por personas enfermas y para los niños, esto debido a la gran variedad de nutrientes
A continuación se detallan algunas formas conocidas de preparación: A la andaluza, a la italiana, gratinada, al horno, a la parrilla, fritada, rellena, etcétera.